# Naturdenkmal Geologischer Aufschluss westlich Gut Wistinghausen

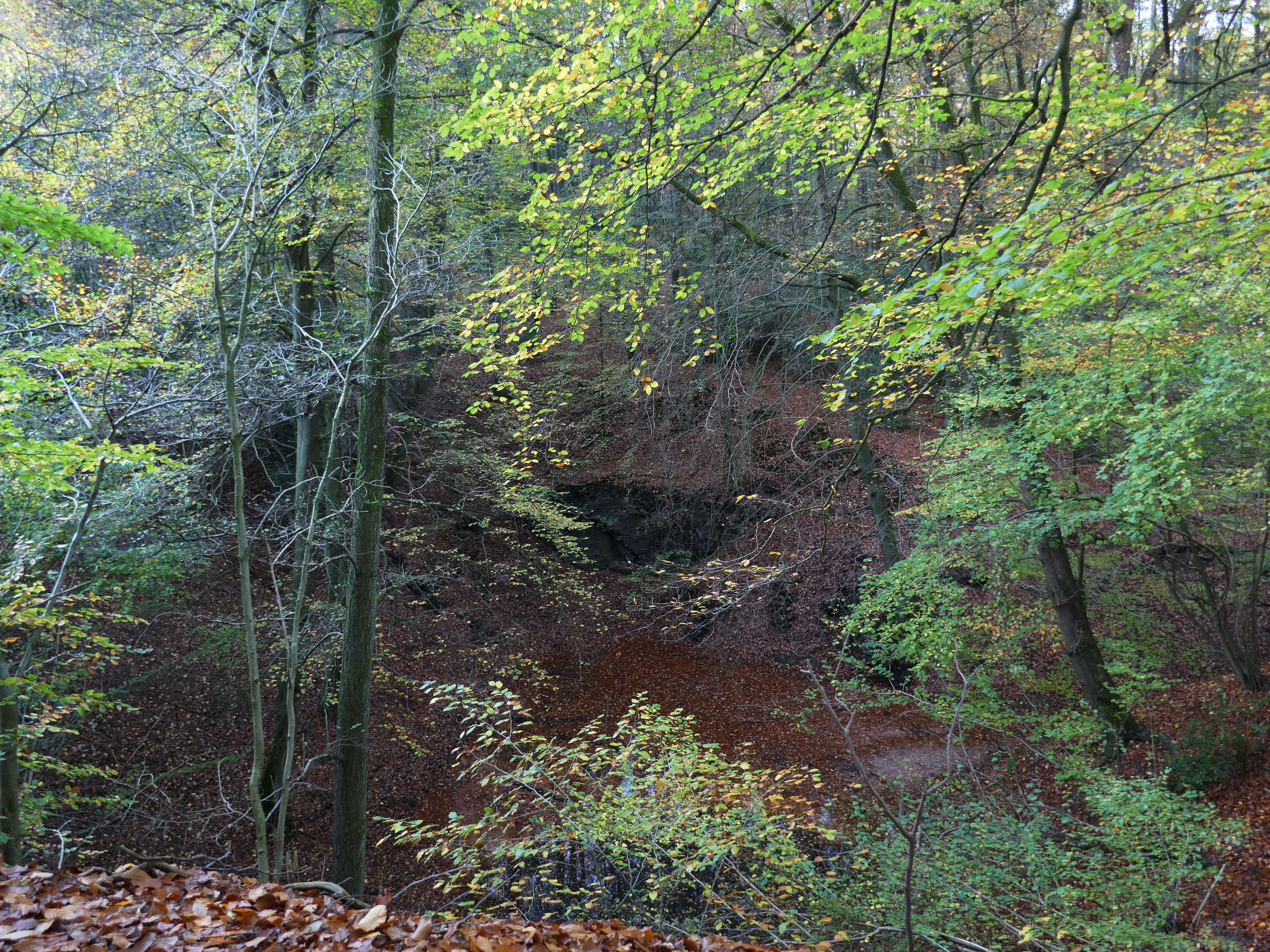
Quelltümpel

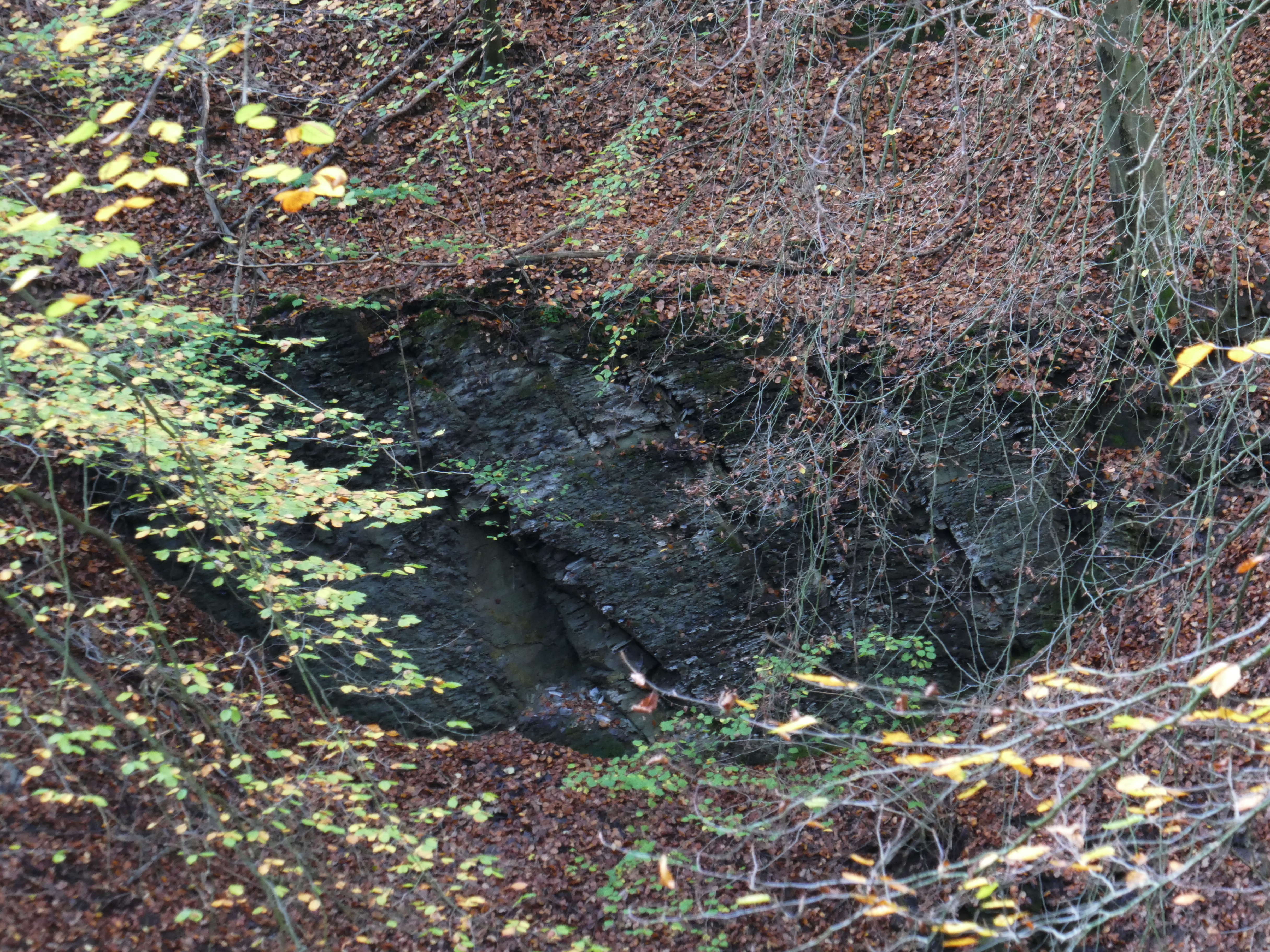
Geologischer Aufschluss

Das Naturdenkmal Geologischer Aufschluss westlich Gut Wistinghausen mit etwa 0,2 ha Flächengröße liegt südwestlich von Währentrup im Stadtgebiet von Oerlinghausen. Es wurde 2001 mit dem Landschaftsplan Nr. 2 Leopoldshöhe/Oerlinghausen-Nord durch den Kreistag des Kreises Lippe als Naturdenkmal (ND) ausgewiesen. Wie eine Insel liegt das Naturdenkmal im Landschaftsschutzgebiet Quellbereich an der Nordflanke des Tönsberges.

## Beschreibung
Das Naturdenkmal umfasst einen geologischen Aufschluss nördlich des Tönsberges, der von Laubwaldflächen umgeben ist. Im ND liegt ein Quelltümpel, der von mehreren Quellen vom südlichen Hangbereich gespeist wird. Der Quelltümpel umschließen teilweise steil aufragende Böschungen und Felswände. Der Quellbach verläuft nach Norden durch ein tief eingekerbtes Kerbtal. Am anstehenden Gestein handelt es sich um Tonstein aus der Lias-Zeit des Erdmittelalters.

## Rechtliche Vorschriften
In dem Naturdenkmal sind „alle Handlungen verboten, die zu einer Zerstörung, Beschädigung, Veränderung oder nachhaltigen Störung des Naturdenkmals oder seiner geschützten Umgebung führen können“.